# Adama
Adama (oromsky Adaamaa, amharsky አዳማ) nebo Nazret je hlavní město etiopského svazového státu Oromie. Žije v něm 324 000 obyvatel (rok 2015). Nachází se sto kilometrů jihovýchodně od Addis Abeby na rozhraní Etiopské vysočiny a Východoafrického riftu, leží v nadmořské výšce přes 1700 metrů a má tropické savanové podnebí. Městem prochází železniční trať Addis Abeba – Džibuti. Vyrábí se zde traktory, funguje rovněž potravinářský, textilní a papírenský průmysl. Ve městě sídlí Adamská univerzita.
Název Adamy je odvozen od oromského slova pro pryšec. Za vlády císaře Haile Selassie I. bylo město přejmenováno podle biblického Nazaretu, v roce 2000 mu byl oficiálně navrácen původní název. Zároveň sem bylo přeneseno správní sídlo Oromie z Addis Abeby, i když Oromská demokratická strana proti tomu protestovala.
Hraje zde prvoligový fotbalový klub Adama City FC.